# أرتي ساندبرغ
أرتي ساندبرغ (بالإنجليزية: Artie Sandberg)‏ هو لاعب كرة قدم أمريكية أمريكي، ولد في 19 سبتمبر 1899 في مينيسوتا في الولايات المتحدة، وتوفي في 3 يونيو 1970.

## وصلات خارجية
- أرتي ساندبرغ على موقع مرجع كرة القدم المحترفة.كوم (الإنجليزية)